# Libcaca
libcaca es una biblioteca de software que convierte imágenes en arte ASCII a color. La biblioteca incluye a la biblioteca en sí misma, y a varios programas adjuntos como cacaview, un visor de imágenes para terminal, y img2txt, que puede convertir una imagen a un formato de texto.
libcaca ha sido usada en muchos programas como FFmpeg, VLC media player, y MPlayer.
libcaca es software libre, licenciada bajo la licencia Do What the Fuck You Want to Public License versión 2.

## Implementaciones
- MPlayer[3]
- FFmpeg[1]
- GStreamer[4]
- VLC media player[2]
- Gnuplot
- mpv
- ranger